# عاصفة الطائرة

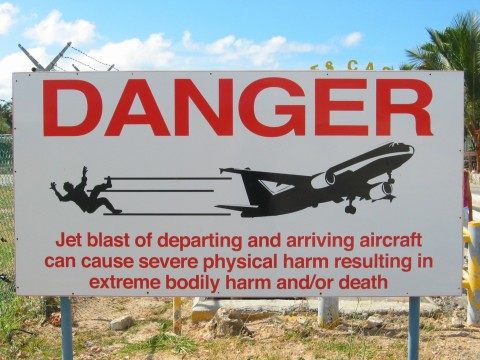
لوحة إرشادية بالقرب من مطار الأميرة جوليانا الدولي تحذر المارة من مخاطر عاصفة الطائرة.

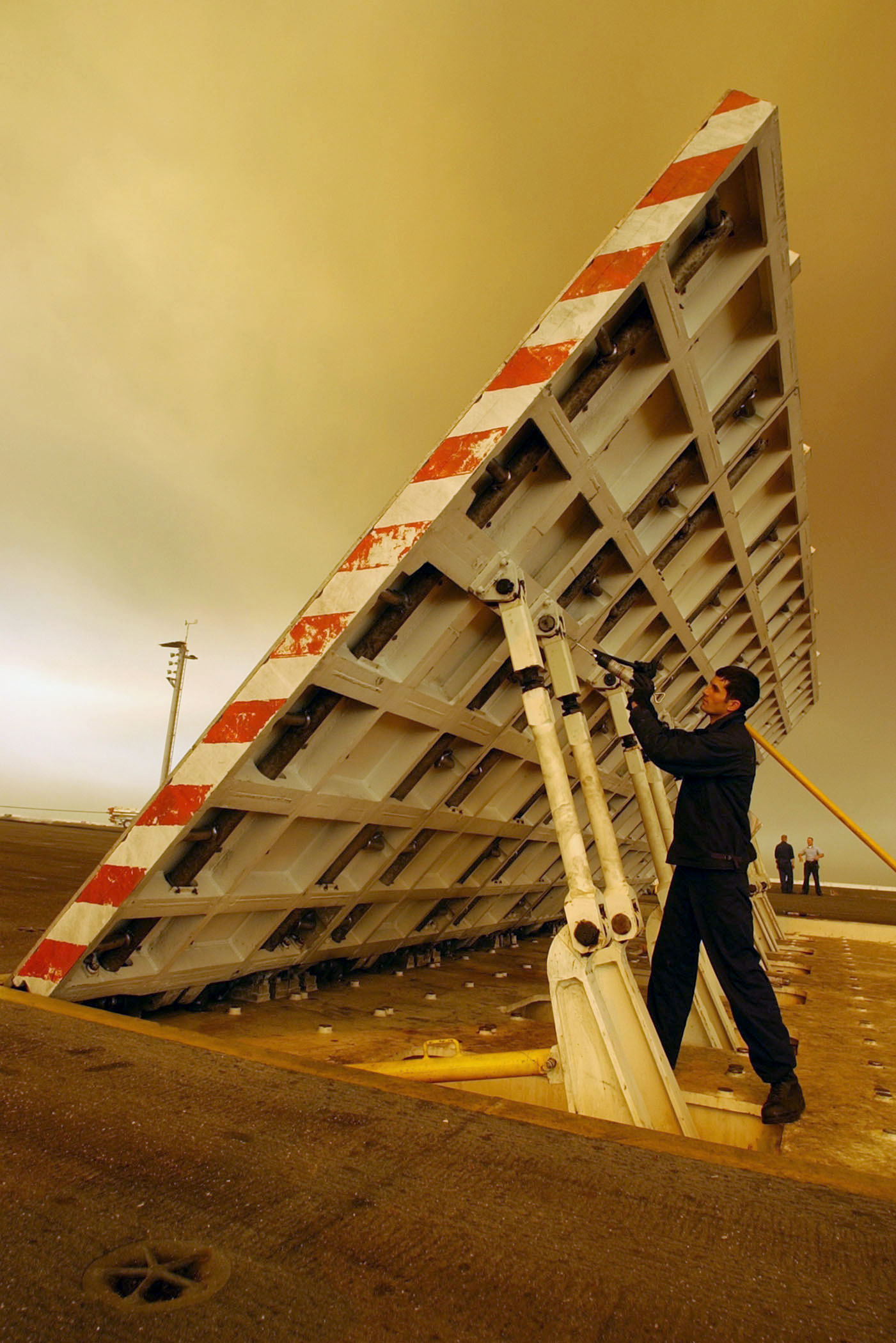
رجل خدمات جوية يجري صيانة على مغير اتجاه لعاصفة الطائرة قبل عمليات الطيران على حاملة طائرات

عاصفة الطائرة  (بالإنجليزية: Jet blast)‏ هي ظاهرة التحرك العشوائي للهواء الخارج من المحركات النفاثة للطائرة، خصوصا قبل أو أثناء الإقلاع.
يمكن للطائرات ذات المحركات النفاثة الكبيرة أن ينتج عنها رياح خلفها تصل سرعتها إلى 100 عقدة (190 كم/ساعة، 120 ميل ساعة). عند 40% من القدرة الاسمية (بالإنجليزية: Rated power)‏ القصوى للمحرك.
كما يمكن لعاصفة الطائرة أن تسبب الأضرار للأفراد والأشياء غير المؤمّنة الموجودة  خلف الطائرة، كما يمكن أن تؤدي لتدمير المباني والعربات.
على الرغم من الطبيعة المدمرة لعاصفة الطائرة، إلا أن الحوادث الناتجة عنها قليلة نسبيا.
بسبب التأثير الخفي  لعاصفة الطائرة، وبسبب الخصائص الديناميكية الهوائية للطائرات الصغيرة خفيفة (بالإنجليزية: Light aircaft)‏ الوزن، فإن هذه الطائرات تكون معرضة للتأثر بعاصفة الطائرة .
و لتجنب الأضرار الناتجة عن عاصفة الطائرة، يلجأ طيارو الطائرات الخفيفة للإقلاع عند جانب مدرج المطار، بدلا من متابعة الطائرات الأخرى في مركز المدرج.
يمكن للطائرات ذات المراوح الدافعة (بالإنجليزية: Propeller)‏ أن تولد أيضا رياح خلفية ملحوظة، تعرف باسم انجراف المروحة الدافعة (بالإنجليزية: Propeller wash)‏.
قامت بعض المطارات بتثبيت مغيرات اتجاه (بالإنجليزية: Deflectors)‏ لعاصفة الطائرة في المناطق المتواجد بها طرق أو سكان ربما يكونوا في مسار عاصفة الطائرة أثناء الإقلاع.